# Cecilie Larsen
Cecilie Hagen Larsen (ur. 4 lutego 1976 w Telemarku) – norweska narciarka alpejska, dwukrotna medalistka mistrzostw świata juniorów.

## Kariera
Pierwszy raz na arenie międzynarodowej Cecilie Larsen pojawiła się w 1994 roku, startując na mistrzostwach świata juniorów w Lake Placid. Zajęła tam ósme miejsce w zjeździe oraz trzynaste w gigancie. Podczas rozgrywanych rok później mistrzostw świata juniorów w Voss zdobyła srebrny medal w zjeździe. W zawodach tych rozdzieliła na podium Sylviane Berthod ze Szwajcarii oraz Niemkę Elisabeth Brandner. Dwa dni później Larsen wywalczyła brązowy medal w slalomie, w którym lepsze okazały się dwie Szwajcarki: Marlies Oester i Karin Roten. Norweżka nigdy nie zdobyła punktów do klasyfikacji generalnej Pucharu Świata. Startowała przeważnie w zawodach Pucharu Europy i FIS Race, jednak bez większych sukcesów. Nie startowała na mistrzostwach świata ani igrzyskach olimpijskich. W 2002 roku zakończyła karierę.

## Osiągnięcia

### Mistrzostwa świata juniorów
| Miejsce | Dzień    | Rok  | Miejscowość | Konkurencja | Czas biegu  | Strata  | Zwyciężczyni     |
| ------- | -------- | ---- | ----------- | ----------- | ----------- | ------- | ---------------- |
| 8.      | 9 marca  | 1994 | Lake Placid | Zjazd       | 1:27,50 min | +1,00 s | Mélanie Suchet   |
| 13.     | 13 marca | 1994 | Lake Placid | Gigant      | 2:19,29 min | +5,53 s | Mélanie Turgeon  |
| 2.      | 16 marca | 1995 | Voss        | Zjazd       | 1:26,23 min | +0,40 s | Sylviane Berthod |
| 3.      | 18 marca | 1995 | Voss        | Slalom      | 1:22,12 min | +1,20 s | Marlies Oester   |
| DNF1    | 20 marca | 1995 | Voss        | Gigant      | 2:02,46 min | -       | Karin Roten      |